# ترانس بايكال

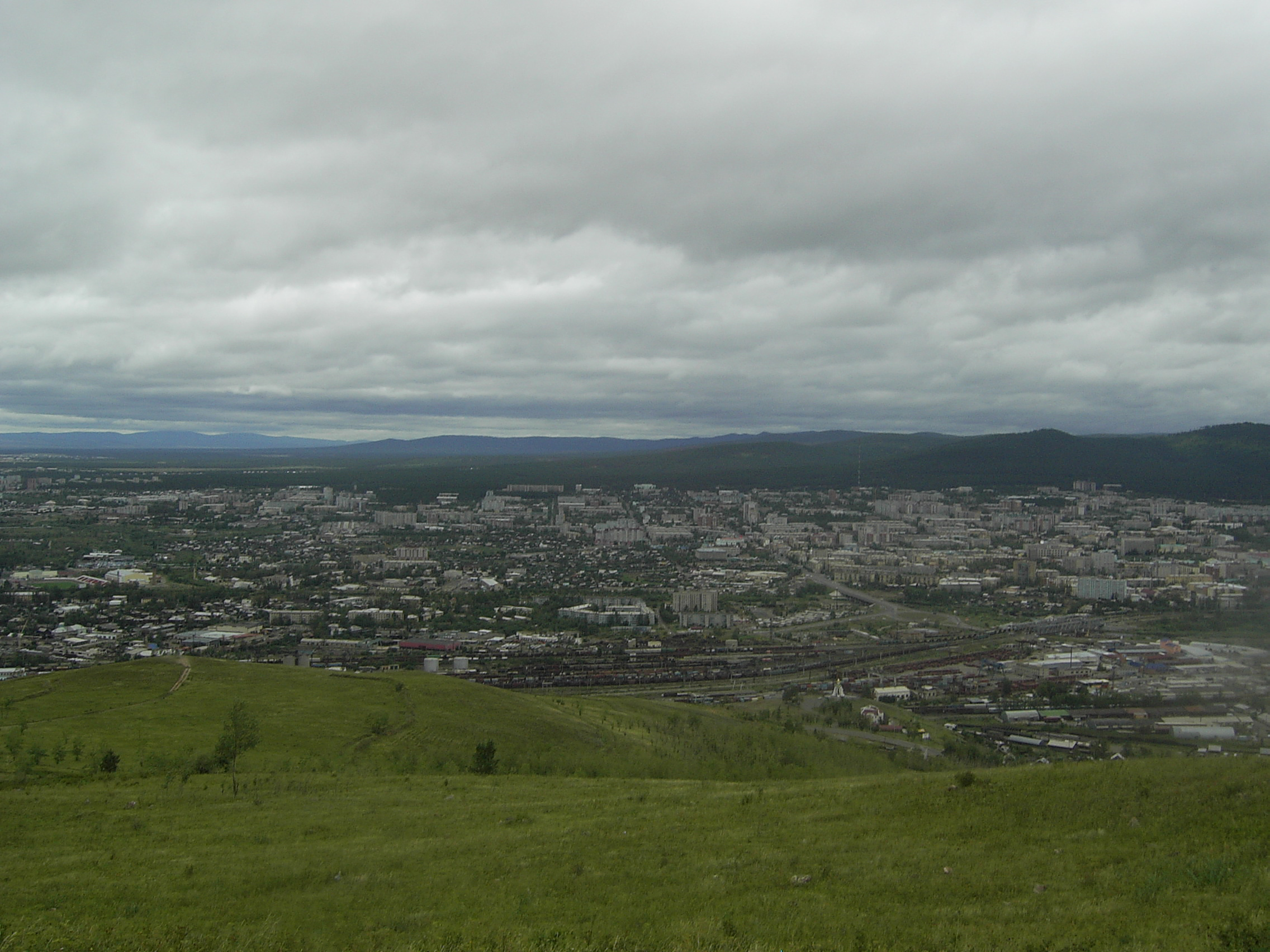
تشيتا هي المدينة الرئيسية في ترانس بايكال

ترانس بايكال ، ترانسبايكال، ترانسبايكاليا (بالروسية: Забайка́лье)‏ زابيكالي ، IPA: [zəbɐjˈkalʲjɪ]) أو دوريا (Даурия ، Dauriya) هي منطقة جبلية إلى الشرق من بحيرة بايكال أو «وراءها» في روسيا.المناظر الطبيعية لسهوب دوريا والأراضي الرطبة ترعى بواسطة محمية دوريان الطبيعية، والتي تشكل جزءًا من موقع التراث العالمي المسمى «المناظر الطبيعية في دوريا - The Landscapes of Dauria».

## علم أصول الكلمات
الاسم البديل لترانس بايكال هو دوريا (Dauria)، مشتق من الاسم العرقي للسكان السابقين، شعب دور Daur ، الذين صادفهم المستكشفون الروس لأول مرة في عام 1640.

## جغرافيا والمناخ
تمتد دوريا لما يقرب من 1000 كيلومتر من الشمال إلى الجنوب من هضبة باتوم وهضبة شمال بايكال إلى حدود الدولة الروسية مع منغوليا والصين. تغطي منطقة ترانس بايكال أكثر من 1000 كيلومتر من الغرب إلى الشرق من بحيرة بايكال إلى خط الطول عند التقاء نهري شيلكا وأرغون. إلى الغرب والشمال تقع منطقة إركوتسك. إلى الشمال جمهورية سخا (ياقوتيا)، إلى الشرق منطقة أوبلاست أمور.
قرية أوكتايبرسكي (Октябрьский)، التابعة للكيان أوبلاست أمور، تقع بالقرب من الحدود الروسية الصينية وهي منطقة كبيرة لمنشآت التعدين ومعالجة اليورانيوم.
كما أن هناك جزءاً من المنطقة يرعى بواسطة محمية دوريا الطبيعية. المناخ قاري بشكل حاد (+ الإعصار السيبيري المضاد). الشتاء طويل وقاسي. يتراوح متوسط درجات الحرارة في شهر يناير من -23 درجة مئوية في الجنوب إلى -33 درجة مئوية في الشمال والجنوب الشرقي، مع حد أدنى مُسجل يبلغ -58 درجة مئوية. الصيف دافئ وبارد في المرتفعات. يتراوح متوسط درجات الحرارة في يوليو من 10 درجات مئوية إلى 20 درجة مئوية في الأحواض، ومن 5 درجات مئوية إلى 7 درجات مئوية في الجبال على ارتفاع حوالي 2500 متر.تصل درجة الحرارة القصوى في الصيف إلى 40-45 درجة مئوية في المتوسط في يونيو وفي وقت مبكر يوليو.
ترانسبايكال غنية جدًا بالحيوانات، حيث تعيش القوارض وذوات الحوافر في الغابات، والحيوانات المفترسة الكبيرة متنوعة للغاية، بالإضافة إلى الدببة والذئاب في كل مكان، تم العثور على النمور في ترانسبايكال، والتي يقع نطاقها الرئيسي في الشرق.

## التاريخ

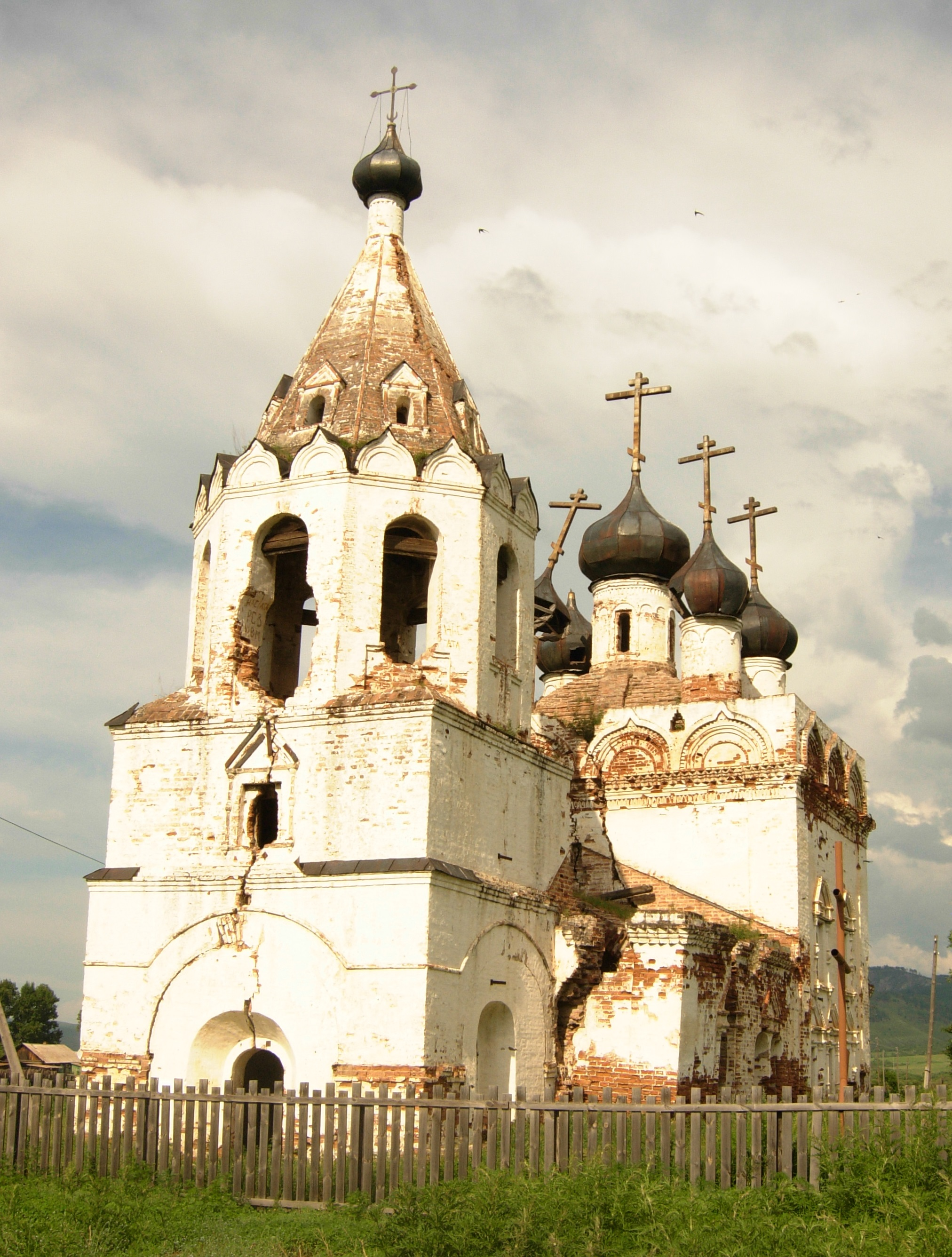
أقدم مبنى في المنطقة "كنيسة الرقاد"، البناء يبعد 8 كم من نيرتشينسك ، بنيت فترة 1706-1712

احتلت ثقافة المغول البدائية والقديمة تلك المنطقة المحيطة ببحيرة بايكال في إقليم ترانس بايكال.
في الإمبراطورية الروسية، أصبحت دوريا إقليمًا - وهو بايكال أوبلاست (بالروسية: Забайкальская область)‏، التي تأسست عام 1851 - وعاصمتها نيرتشينسك، ثم في تشيتا. كما أصبحت جزءًا من جمهورية الشرق الأقصى قصيرة العمر بين عامي 1920 و1922.

إدارة ترانس بايكال التاريخية حاليا تشمل بورياتيا وكراي عبر البايكال؛ تشكل المنطقة تقريبًا كل أراضي هذين الكيانين الفيدراليين.

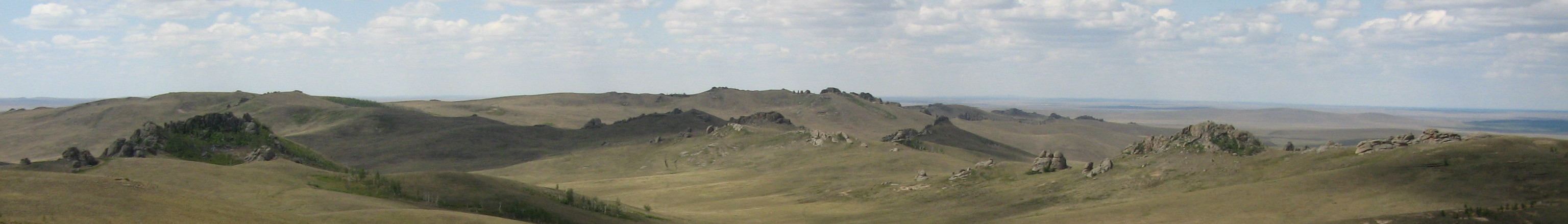
محمية دوريا الطبيعية

## روابط خارجية
- WWF روسيا